# Албери (Напуљ)
Албери (итал. Alberi) је насеље у Италији у округу Напуљ, региону Кампанија.
Према процени из 2011. у насељу је живело 338 становника. Насеље се налази на надморској висини од 280 м.